# Aura Cristina Salazar
Aura Cristina Salazar Cardona (* 20. Mai 1995) ist eine kolumbianische Schachspielerin.

## Leben
Das Schachspielen erlernte sie im Alter von sechs Jahren von ihrem Vater und wurde später vom Internationalen Meister Jorge Mario Clavijo trainiert. Sie wuchs in Itagüí, Departamento de Antioquia auf, besuchte die Schule Normal Superior in Envigado und studierte seit 2012 mit einem Schachstipendium an der University of Texas at Brownsville and Texas Southmost College.

## Erfolge
2007 gewann sie in Medellín die panamerikanische U12-Meisterschaft der weiblichen Jugend mit 8 Punkten aus 9 Partien, die panamerikanische U20-Meisterschaft der weiblichen Jugend gewann sie 2010 in Cali mit 8,5 aus 9 und zwei Punkten Vorsprung.
Für die kolumbianische Frauennationalmannschaft spielte sie bei den Schacholympiaden 2010 (am vierten Brett) und 2012 (am Spitzenbrett). In der United States Chess League spielte sie 2014 für die Rio Grande Ospreys. Im September 2011 gewann sie in Pereira, Departamento de Risaralda ein Subzonenturnier der Frauen mit 9 Punkten aus 11 Partien und erhielt dafür den Titel Internationaler Meister der Frauen (WIM). Bei der U16-Weltmeisterschaft der weiblichen Jugend im November 2011 in Caldas Novas belegte sie den dritten Platz.
Ihre Elo-Zahl beträgt 2154 (Stand: Februar 2024), damit läge sie auf dem dritten Platz der kolumbianischen Elo-Rangliste der Frauen, wird aber als inaktiv geführt, da sie seit der U.S. Class Championship 2018 in Plymouth, Minnesota, bei der sie hinter Andrew Tang den zweiten Platz belegte, keine Elo-gewertete Partie mehr gespielt hat. Ihre bisher höchste Elo-Zahl war 2284 im Januar 2012.